# کومرچنی بانکا

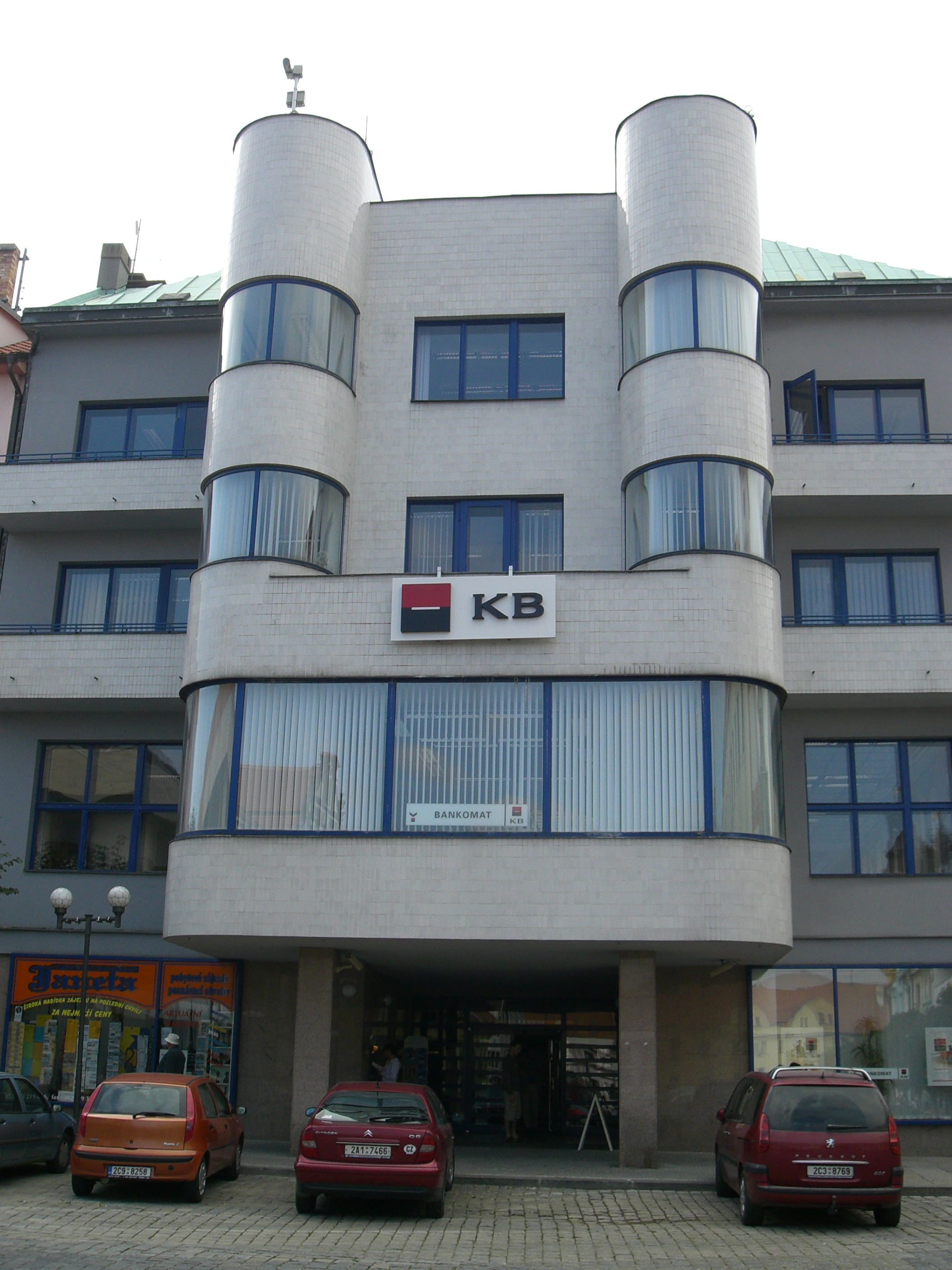
شعبه کامرسنی بانک، در شهر پیسک

کُمِرچنی بانکا (به چکی: Komerční banka) بزرگترین شرکت خدمات مالی در جمهوری چک است، که دارای بیش از ۱٫۵ میلیون مشترک و ۳۵۰ شعبه در این کشور می‌باشد.
کامرسنی بانکا در سال ۱۹۹۰ تأسیس شده‌است و در سال ۲۰۰۱ در پی اجرای خصوصی‌سازی، از سوی دولت این کشور ۶۰٪ درصد از سهام آن به سوسیته ژنرال واگذار گردید.